# Пиль, Иван Алферьевич
Иван Алферьевич (Альфредович, Андреевич) Пиль (ок. 1730 — 20 марта 1801, Симбирск) — государственный деятель Российской империи, генерал-лейтенант (1798).

## Биография
По происхождению швед из дворянского рода. Сын полковника Алферея Пиля. С 1745 на военной службе. Подполковник (1763), в 1769 упоминается как подполковник гренадерского батальона. Полковник (1770), генерал-майор (1775). С 1779 находился при Астраханском корпусе, который был создан в 1777 году в связи с турецкой угрозой.
С 9 июня 1782 по 1783 год рижский губернатор, в 1783—1788 правитель Псковского наместничества.
С 1788 по 1794 генерал-губернатор Иркутского и Колыванского наместничеств (прибыл в Иркутск 20 июня 1789). Содействовал развитию торговли и предпринимательства.
В период его правления в Иркутске построена верфь, был укреплён берег Ангары (правда при этом были снесены последние укрепления Иркутского острога) , 22 сентября 1789 открыто Главное народное училище. Для предотвращения пожаров мыловаренные и кожевенные заводы были вынесены за черту города в предместье Знаменского монастыря. В неурожайные 1792—1793 годы старался не допустить спекуляции хлебом. По его приказу были установлены твёрдые цены на зерно и муку и нормы отпуска.
В 1794 году Пиль вышел в отставку, уехал из Иркутска 16 января 1795 года в Симбирск. Последние годы жизни провёл в Симбирске, где и был похоронен на кладбище Симбирского Покровского мужского монастыря.
Награждён орденами: Св. Георгия 4-й ст. (26.XI.1781), Св. Анны (1783 августа 6), Св. Владимира 2-й ст.

## Семья
Жена — Елизавета Ивановна (? — 1 февраля 1814, Симбирск). Дочь — Екатерина.